# Richard Bertie
Richard Bertie (Portsmouth, 25 dicembre 1516 – Bourne, 9 aprile 1582) è stato un politico inglese, noto principalmente per essere stato il secondo marito della famosa cortigiana Catherine Willoughby, quarta e ultima moglie di Charles Brandon, I duca di Suffolk, oltre che candidata a divenire la settima moglie del re Enrico VIII, morto prima di concretizzare la cosa.

## Biografia
Richard Bertie nacque il 25 dicembre 1516 in una famiglia di origini piuttosto modeste: era figlio di Thomas Bertie, capomastro e capitano ad Hurst Castle e figlio di uno scalpellino, Robert Bertie; e di sua moglie Aline Say. Ciononostante, riuscì a frequentare l'Oxford College, e nel 1555 successe a suo padre come capitano. 

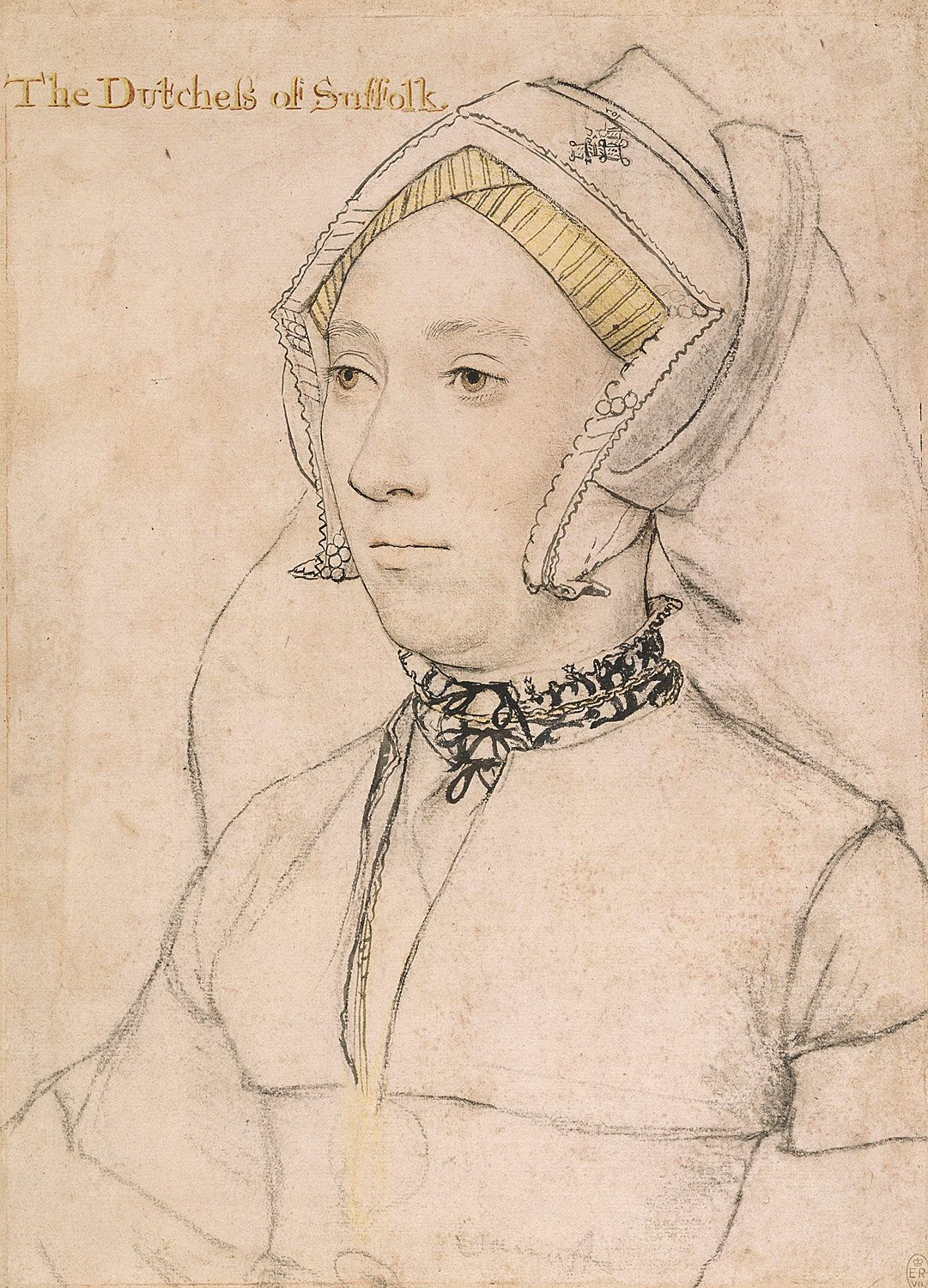
La moglie di Bertie, Catherine Willoubough

Nel 1533, conobbe e sposò la famosa cortigiana Catherine Willoughby, XII baronessa Willoughby de Eresby e duchessa vedova di Suffolk, a detta di tutti un matrimonio d'amore e ben al di sopra delle possibilità di Bertie, che all'epoca serviva come Maestro di stalla e Gentleman Usher. Catherine era nota per essere stata la quarta moglie di Charles Brandon, I duca di Suffolk, un matrimonio giudicato scandaloso per molteplici motivi: Catherine era in precedenza sua figlioccia e fidanzata con suo figlio Henry, ma Brandon, più che cinquantenne, decise di sposarla lui stesso quando non aveva ancora quindici anni, fra l'altro pochi mesi dopo essere rimasto vedovo di Maria Tudor, sorella minore del re Enrico VIII. Rimasta vedova con due figli che morirono bambini a poche ore di distanza l'uno dall'altro, Catherine fu presa in considerazione dallo stesso re, all'epoca sposato con Catherine Parr, come sua settima moglie, e solo la morte gli impedì un nuovo divorzio e matrimonio. 
Bertie e Catherine erano ferventi seguaci della riforma anglicana, motivo per cui, alla salita al trono di Maria I, figlia di Enrico VIII e Caterina d'Aragona e fermamente decisa a restaurare il cattolicesimo in Inghilterra, furono costretti a rifugiarsi all'estero, prima a Cleves e poi nel Commonwealth polacco lituano. Le loro proprietà furono confiscate quando rifiutarono l'ordine di rientrare in patria per essere processati. Durante l'esilio, ebbero una figlia e un figlio. Rientrarono in Inghilterra nel 1559, quando salì al trono Elisabetta I, sorellastra minore di Maria, figlia di Anna Bolena e, al contrario della precedente regina, fermamente anglicana. Le loro terre furono restituite e la loro vicenda registrata nell'edizione del 1570 del Libro dei martiri di Foxe, pubblicato dallo stampatore John Day. È probabile che fu Bertie stesso a scrivere il resoconto.  
Richard Bertie fu parlamentare per il Lincolnshire fra il 1562 e il 1567, prese un master a Cambridge nel 1564 e fu giudice di pace per Lindsey e alto sceriffo per il Lincolnshire nello stesso anno. Nel 1570 provò a rivendicare, in virtù del suo matrimonio, il diritto al nome di Lord Richard Bertie e il titolo di Barone Willoughby di Eresby, ma senza successo. 
Richard Bertie morì a Bourne il 9 aprile 1582, due anni dopo la moglie.

## Discendenza
Da sua moglie, ebbe una figlia e un figlio:
- Susan Bertie, contessa di Kent (1554 – ?). Nel 1570 sposò Reginald Gray di Wrest, V conte di Kent (m. 1573). Si risposò il 30 settembre 1581 con John Wingfield, da cui ebbe due figli, Peregrine e Robert.
- Peregrine Bertie, XIII barone Willoughby de Eresby (12 ottobre 1555 – 1601), prende il nome dal peregrinare a cui erano sottoposta la sua famiglia quando nacque. Sposò Mary de Vere, da cui ebbe sette figli.